# 吉永雅弘
吉永 雅弘（よしなが まさひろ）は、日本の吹奏楽指揮者。

## 略歴
- 1951年（昭和26年） 熊本県上益城郡益城町に生まれる。
- 1970年（昭和45年） 陸上自衛隊に入隊。打楽器奏者として第8師団音楽隊（北熊本）に所属する。
- 1974年（昭和49年） 陸上自衛隊中央音楽隊勤務となる。
- 1980年（昭和55年） 武蔵野音楽大学にて、須摩洋朔に指揮法・作曲法を学ぶ。
- 1981年（昭和56年） 中央音楽隊教官（指揮法、作曲法、楽式論他）
- 1983年（昭和58年） 幹部自衛官に任官し、以後は北部方面音楽隊（真駒内）の副隊長、第4音楽隊（福岡）および第13音楽隊（海田市）の隊長を歴任する。
- 1990年（平成2年） 東京藝術大学音楽学部にて指揮法、電子音楽法、管弦楽法の研修を行う。
- 2000年（平成12年）から2003年（平成15年）3月まで、陸上自衛隊第1音楽隊（練馬）隊長を務める。
- 2005年（平成17年）から2007年（平成19年）まで、陸上自衛隊東部方面音楽隊（朝霞）隊長を務める。
- 吹奏楽の作編曲多数。3等陸佐。日本スーザ協会会員、国際軍楽協会会員、日本吹奏楽指導者協会会員。

## 演奏
- 吹奏楽レパートリーの根幹としての行進曲とミリタリー・バンドの研究および演奏をライフワークとし、『吉永ヴァージョン』と呼ばれる独自のアレンジを施して、行進曲に新たな生命を吹き込む。
- 特にアメリカの行進曲王ジョン・フィリップ・スーザの研鑽を深める。かつて指導した陸上自衛隊第1音楽隊は、スーザの死とともに幻となったスーザ吹奏楽団の演奏スタイルを再現したコンサートでファンに知られる。2002年（平成14年）には演奏可能なスーザの行進曲135曲を完全収録した『スーザ・マーチ原典大全集 全10巻』（日本クラウン）を完成している。
- 「自衛隊体操」のピアノ伴奏を作曲。本人によるピアノ伴奏の録音テープが今も使用されている。
- 作編曲を得意とし、いくつかの作品が自衛隊音楽隊により演奏されているう

## おもなCD
- スーザ・マーチ原典大全集 2002年 日本クラウン

2000年2月から2002年3月までの約2年をかけて録音された、吉永と陸上自衛隊第1音楽隊、スーザ研究家高橋誠一郎との集大成。演奏可能な135曲の行進曲が収録されている。スーザが、スーザ吹奏楽団の秘伝として自作の行進曲に施し、スーザの死とともに消滅したスーザ・アレンジを、当時のSP録音やスーザ吹奏楽団員の証言、最新の研究論文などをもとに、可能な限り復元して演奏している。
- アルフォード名行進曲全集 2003年 ユニバーサルミュージック
- 不滅の日本行進曲傑作集 2003年 ユニバーサルミュージック